# Bruno Steinhoff
Bruno Ewald Steinhoff (* 26. November 1937 in Herzebrock) ist ein deutscher Unternehmer.

## Leben
1964 gründete Steinhoff in Westerstede das ursprüngliche Unternehmen Steinhoff als Bruno Steinhoff Möbelvertretungen und -vertrieb. Steinhoff spezialisierte sich schnell auf den Import von Möbeln aus dem damaligen Ostblock. 1997 folgte er seinem Freund Claas Daun (Daun & Cie) nach Südafrika, um dort ein Jahr später den Konzern Steinhoff International Holdings zu gründen. Unter seiner Leitung expandierte der Konzern und erwarb mehr als 40 verschiedenen Handelsketten mit weltweit mehr als 10.000 Einzelgeschäften. Der US-amerikanische Bettenhändler Mattress, der australische Wohnspezialist Freedom, der südafrikanische Textildiscounter Pepco, die französische Einrichtungskette Conforama und Kika/Leiner aus Österreich wurden Teil des Konzernskonglomerats. In Deutschland ist es vor allem das Möbelhaus Poco, das unter der Leitung von Bruno Steinhoff erworben wurde. In späteren Jahren veräußerte Steinhoff die Mehrheit am Unternehmen und hielt Ende 2017 noch rund 5 Prozent der Unternehmensanteile. Er sitzt seit 2019 nicht mehr im Aufsichtsrat des Konzerns. Steinhoff gehörte zu den reichsten in Südafrika lebenden Personen. Er wohnt mit seiner Familie mittlerweile in Westerstede. In seiner Heimatstadt Westerstede ist er Wirtschaftsbotschafter der Stadt.
Bruno Steinhoff ist verheiratet und hat zwei Töchter.

## Vermögen
Zuletzt war Steinhoff im Jahr 2017 im Forbes-Magazin mit einem Vermögen von 1,1 Milliarden US-Dollar gelistet. Vom Manager-Magazin wurde sein Vermögen im Jahr 2018 auf 400 und im Jahr 2019 auf 100 Millionen Euro geschätzt.